# Lục quân

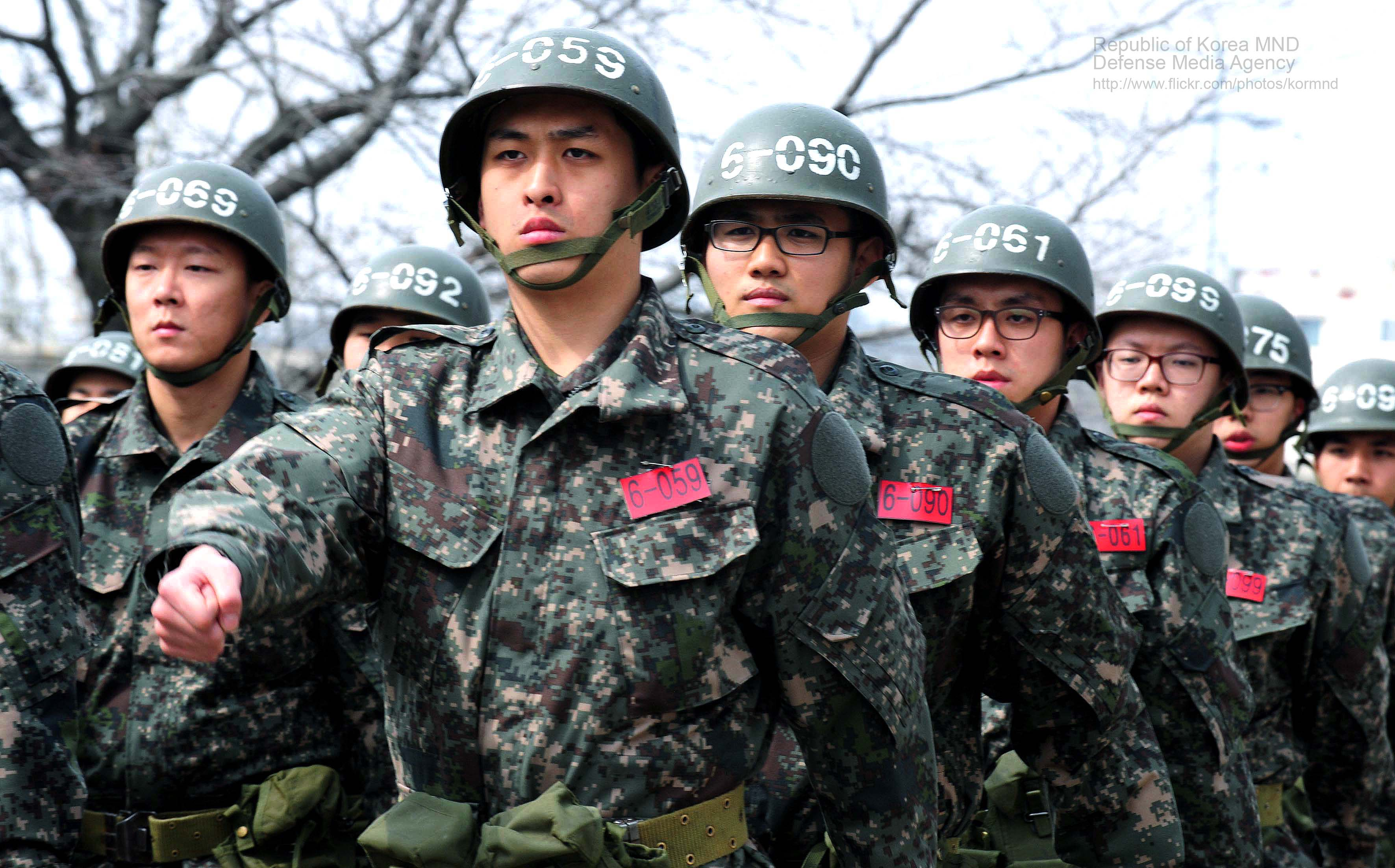
Lục quân Đại Hàn Dân Quốc duyệt binh

Lục quân (còn gọi là lực lượng mặt đất hay lực lượng trên bộ) là lực lượng quân sự chiến đấu chủ yếu chiến đấu trên bộ. Theo nghĩa rộng nhất, nó là quân/binh chủng trên bộ của một quốc gia hoặc nhà nước. Lục quân cũng có thể bao gồm trang bị khí tài hàng không bằng cách sở hữu một binh chủng không quân lục quân. Ở những lực lượng vũ trang quốc gia, từ lục quân còn có nghĩa là tập đoàn quân.

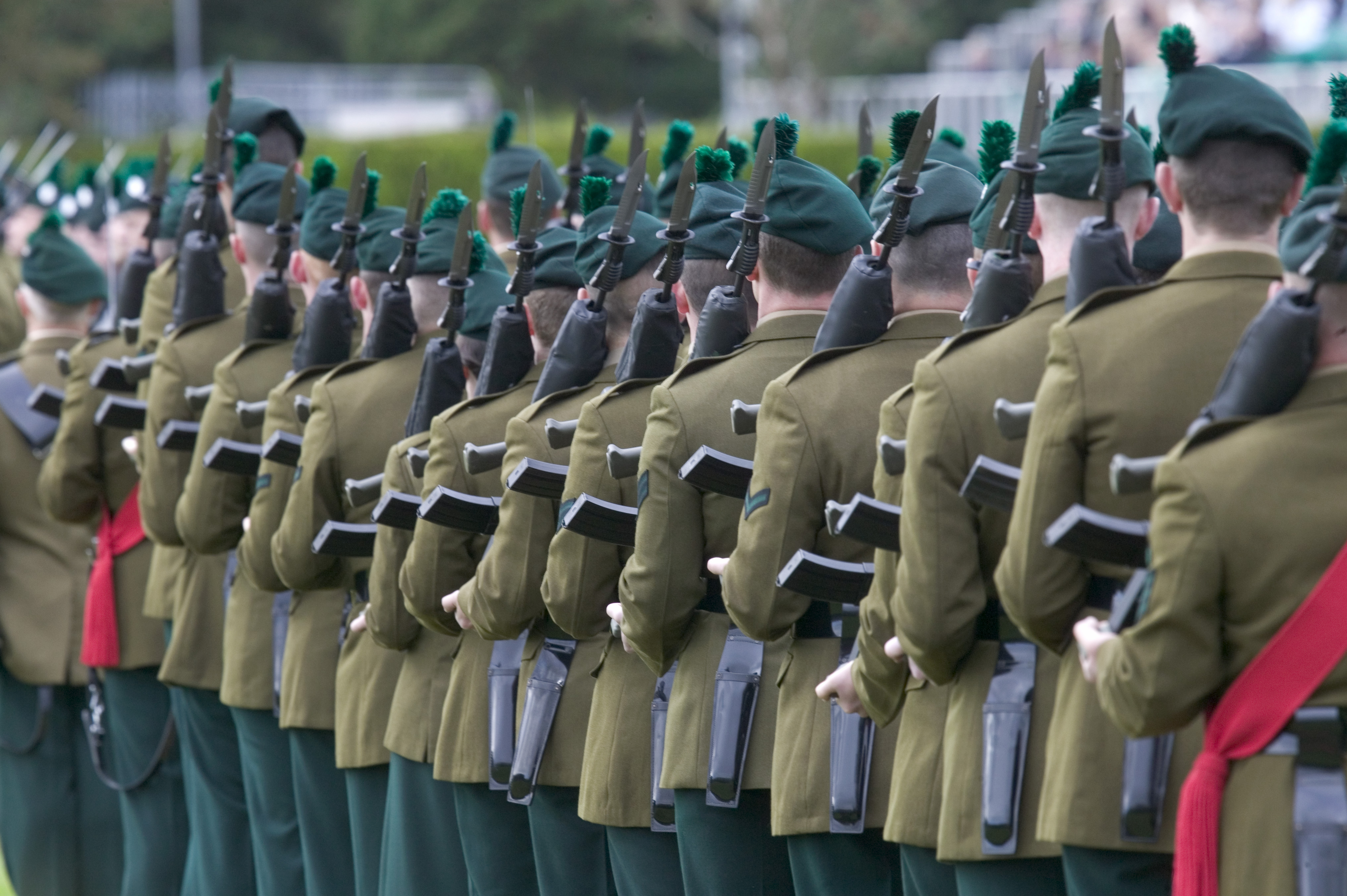
Đội diễu binh của Trung đoàn Hoàng gia Ireland, Lục quân Anh trong lễ duyệt binh

Ở một số quốc gia, chẳng hạn như Pháp và Trung Quốc, thuật ngữ "lục quân" có nghĩa rộng hơn là cả lực lượng vũ trang nói chung, nhưng vẫn giữ ngữ nghĩa thông tục của một lực lượng chiến đấu trên bộ. Để phân biệt quân chủng lục quân thông thường với khái niệm chính thức về lực lượng quân sự, người ta dùng thuật ngữ này như một tiêu chuẩn, ví dụ ở Pháp, lực lượng trên bộ được gọi là Armée de terre, nghĩa là Quân đội Trên bộ, còn lực lượng không quân vũ trụ được gọi là Armée de l'Air et de l'Espace, nghĩa là Quân đội Không quân và Vũ trụ. Lực lượng hải quân, mặc dù không sử dụng thuật ngữ "quân đội", nhưng cũng được bao gồm theo nghĩa rộng của thuật ngữ "quân đội" - do đó Hải quân Pháp là một bộ phận cấu thành của Lực lượng vũ trang Pháp trực thuộc Bộ Lực lượng Vũ trang. Mô hình tương tự cũng được thấy ở Trung Quốc, với Quân Giải phóng Nhân dân (PLA) là quân đội tổng thể, còn lực lượng trên bộ là Lục quân Quân Giải phóng Nhân dân, v.v. Đối với Không quân Quân Giải phóng Nhân dân, Hải quân Quân Giải phóng Nhân dân và các quân chủng khác cũng như vậy. Theo quy ước, quân đội phi chính qui không phải lúc nào cũng được hiểu trái ngược với quân đội chính quy, vốn phát triển chậm lại từ những người lính vệ sĩ hoặc lực lượng dân quân tinh nhuệ. Chính quy trong trường hợp này đề cập đến học thuyết, đến quân phục, tổ chức được chuẩn hóa, v.v. Quân đội chính quy cũng có thể đề cập đến trạng thái toàn thời gian (quân đội thường trực), so với lực lượng dự bị động viên hoặc bán thời gian. Những cách phân biệt khác có thể là tách các lực lượng theo luật định (tức là được thành lập theo luật như Đạo luật Phòng vệ Quốc gia của Canada), khỏi các lực lượng "không theo luật" trên thực tế như một số quân du kích hay quân cách mạng. Quân đội cũng có thể là quân viễn chinh (để triển khai ở nước ngoài hoặc quốc tế) hoặc có thể chiến đấu (để phòng thủ nội địa).

## Lịch sử

### Ấn Độ
Lục quân Ấn Độ là một trong những lục quân đầu tiên trên thế giới. Trận chiến đầu tiên được sử sách ghi lại là Trận Mười vị vua, xảy ra khi một vị vua Arya theo đạo Hindu tên là Sudas đánh bại liên minh mười vị vua khác cùng các thủ lĩnh ủng hộ họ. Trong thời kì đồ sắt, Đế quốc Maurya và Nanda đã có đội quân lớn nhất trên thế giới, khi đỉnh cao lên tới khoảng hơn 600.000 bộ binh, 30.000 kị binh, 8.000 chiến xa và 9.000 voi chiến, không bao gồm quân đồng minh của các quốc gia triều cống. Vào thời đại Gúpta, những đội quân cung thủ lớn đã được tuyển chọn để chống lại quân mã xạ thủ khác xâm lược. Ngoài ra còn có những đội quân đặc trưng khác như tượng binh, thương binh và kị binh.
Vào thời Rajput, trang bị chính là áo giáp sắt hoặc giáp xích, khiên tròn, gươm cong hoặc kiếm thẳng, chakra và dao găm katar.

### Trung Quốc
Các triều đại Trung Hoa đã phát triển quân đội trong ít nhất 1000 năm trước Kinh Xuân Thu. Đến thời Chiến Quốc, nỏ đã được hoàn thiện đến mức trở thành một bí mật quân sự, với mũi tên bằng đồng có thể xuyên thủng bất kì thứ giáp nào. Do đó, bất cứ quyền lực chính trị nào của một quốc gia đều nằm ở tổ chức quân đội của họ. Trung Quốc đã trải qua quá trình hợp nhất chính trị của các nhà nước Hàn (韓), Ngụy (魏), Chú (楚), Yên (燕), Triệu (趙) và Tề (齊), cho đến năm 221 TCN, Tần Thủy Hoàng (秦始皇帝), vị hoàng đế đầu tiên của triều đại nhà Tần nắm quyền lực tuyệt đối. Vị hoàng đế đầu tiên của Trung Quốc này chỉ huy việc thành lập Đội quân đất nung để canh giữ lăng mộ của ông ở thành phố Tây An (西安), cũng như tái thiết Vạn Lý Trường Thành để củng cố đế chế của mình chống lại quân nổi dậy xâm lược.
Binh pháp của Tôn Tử vẫn là một trong Võ kinh thất thư của Trung Hoa, cho dù nó đã hai nghìn năm tuổi. Vì không có nhân vật chính trị nào có thể tồn tại nếu không có quân đội, nên các biện pháp được thực hiện để đảm bảo chỉ những nhà lãnh đạo có năng lực nhất mới có thể kiểm soát quân đội. Sĩ đại phu (士大夫) hình thành để kiểm soát sức mạnh sản xuất của các nước, cũng như sức mạnh quân sự của họ.

## Các binh chủng
1- Bộ binh:Bộ binh là những người lính chiến đấu chủ yếu ở trên bộ với các vũ khí bộ binh loại nhỏ trong các đơn vị của quân đội mặc dù họ có thể được đưa đến chiến trường bằng ngựa, tàu thuyền, xe ô tô, máy bay hay các phương tiện khác. Vũ khí của họ là các loại vũ khí nhỏ như súng trường, súng lục, lựu đạn.
Binh chủng chủ yếu của Lục quân, được trang bị nhẹ để tác chiến trên bộ; đảm nhiệm chức năng chủ yếu là tiêu diệt đối phương, đánh chiếm trận địa của chúng và giữ vững trận địa của mình. Là binh chủng cổ nhất trong lịch sử và thường là binh chủng đầu tiên được xây dựng trong các quân đội. Từ giữa thế kỉ XX, phần lớn các nước công nghiệp có xu hướng phát triển BB thành BB cơ giới.
2- Bộ binh cơ giới: Bộ binh cơ giới là lực lượng bộ binh được hỗ trợ và yểm hộ bởi các phương tiện cơ giới do đó khả năng hành quân cao, cơ động. Khi chiến đấu thì lực lượng này di chuyển bằng chân, còn khi hành quân thì bằng các phương tiện cơ giới.
bộ binh được trang bị xe chiến đấu bọc thép để cơ động và chiến đấu, có thể thực hành chiến đấu ngay trên xe hoặc với đội hình đi bộ. So với bộ binh, BBCG được trang bị hoả lực mạnh hơn và có sức cơ động cao hơn.
3- Pháo binh là lực lượng hỏa lực chủ yếu của lục quân, thường được trang bị các loại pháo, tên lửa và súng cối, dùng để sát thương, tiêu diệt các mục tiêu và trực tiếp chi viện hỏa lực cho các lực lượng tác chiến trên mặt đất, mặt nước, có thể chiến đấu hiệp đồng hoặc độc lập.
Pháo binh là lực lượng tác chiến của quân đội nhiều nước; lực lượng hỏa lực chủ yếu của lục quân, thường được trang bị các loại pháo, tên lửa và súng cối, dùng để sát thương, tiêu diệt các mục tiêu và trực tiếp chi viện hỏa lực cho các lực lượng tác chiến trên mặt đất, mặt nước, có thể chiến đấu hiệp đồng hoặc độc lập.
4- Tăng – Thiết giáp. chịu trách nhiệm tác chiến đột kích trên bộ và đổ bộ (Hải quân), được trang bị các loại xe tăng, xe thiết giáp, với hỏa lực mạnh, sức cơ động cao.
Binh chủng Tăng - Thiết giáp  là một binh chủng trong tổ chức quân đội, chịu trách nhiệm tác chiến đột kích trên bộ và đổ bộ (hải quân), được trang bị các loại xe tăng, xe bọc thép, với hỏa lực mạnh, sức cơ động cao.
5- Đặc công là một lực lượng đặc biệt tinh nhuệ được tổ chức, trang bị và huấn luyện đặc biệt, có phương pháp tác chiến linh hoạt, táo bạo, bất ngờ, thường dùng để đánh các mục tiêu hiểm yếu nằm sâu trong đội hình chiến đấu, bố trí chiến dịch và hậu phương của địch
Biệt kích (đôi khi còn gọi là biệt động hay đặc công) có thể là một binh lính riêng lẻ hoặc một đơn vị quân đội đặc biệt. Theo quan điểm hiện đại, biệt kích là bộ binh hạng nhẹ đặc biệt tinh nhuệ hoặc/và các đơn vị thuộc lực lượng đặc biệt, nhất là trong các hoạt động nhảy dù, đổ bộ, đột kích... hay các kĩ thuật tương tự, để dẫn đường hoặc thực hiện nhiệm vụ tấn công.
6- Công binh có chuyên môn kỹ thuật với chức năng bảo đảm công binh trong chiến đấu và xây dựng, có thể trực tiếp chiến đấu bằng vũ khí công binh
Công binh là một binh chủng trong quân đội, có chuyên môn kỹ thuật với chức năng bảo đảm công binh trong chiến đấu và xây dựng, có thể trực tiếp chiến đấu bằng vũ khí công binh.
7- Thông tin liên lạc  có chức năng bảo đảm thông tin liên lạc cho hệ thống chỉ huy trong toàn quân.
Thông tin Liên lạc là một binh chủng chuyên môn kỹ thuật của quân đội, thuộc Quân chủng Lục quân, có chức năng bảo đảm thông tin liên lạc cho hệ thống chỉ huy trong toàn quân
8- Hóa học là một binh chủng chuyên môn kỹ thuật, có chức năng bảo đảm hóa học cho tác chiến, làm nòng cốt trong việc phòng chống vũ khí hủy diệt lớn, ngụy trang bảo vệ các mục tiêu quan trọng của Quân đội, nghi binh đánh lừa địch bằng màn khói. Bộ đội Hóa học còn có thể trực tiếp chiến đấu bằng vũ khí bộ binh và súng phun lửa.
Binh chủng Hóa học là một binh chủng chuyên môn kỹ thuật của Quân đội nhân dân Việt Nam, có chức năng bảo đảm hóa học cho tác chiến, làm nòng cốt trong việc phòng chống vũ khí hủy diệt lớn, ngụy trang bảo vệ các mục tiêu quan trọng của Quân đội, nghi binh đánh lừa địch bằng màn khói. Bộ đội Hóa học còn có thể trực tiếp chiến đấu bằng vũ khí bộ binh và súng phun lửa.
Thời xưa còn có Kỵ binh, tượng binh, thủy binh,...